# カール・ミルデンバーガー
カール・ミルデンバーガー（Karl Mildenberger、1937年11月23日 - 2018年10月4日）は、ドイツのプロボクサー。欧州ヘビー級チャンピオン。世界ランク最高位はWBC世界ヘビー級第3位。モハメド・アリとの死闘で知られる。
姓の表記は「ミルデンベルガー」がドイツ語圏での原音に近いが、本項では日本で定着している英語読みの表記を使用。

## 来歴
1958年10月15日、プロデビュー。

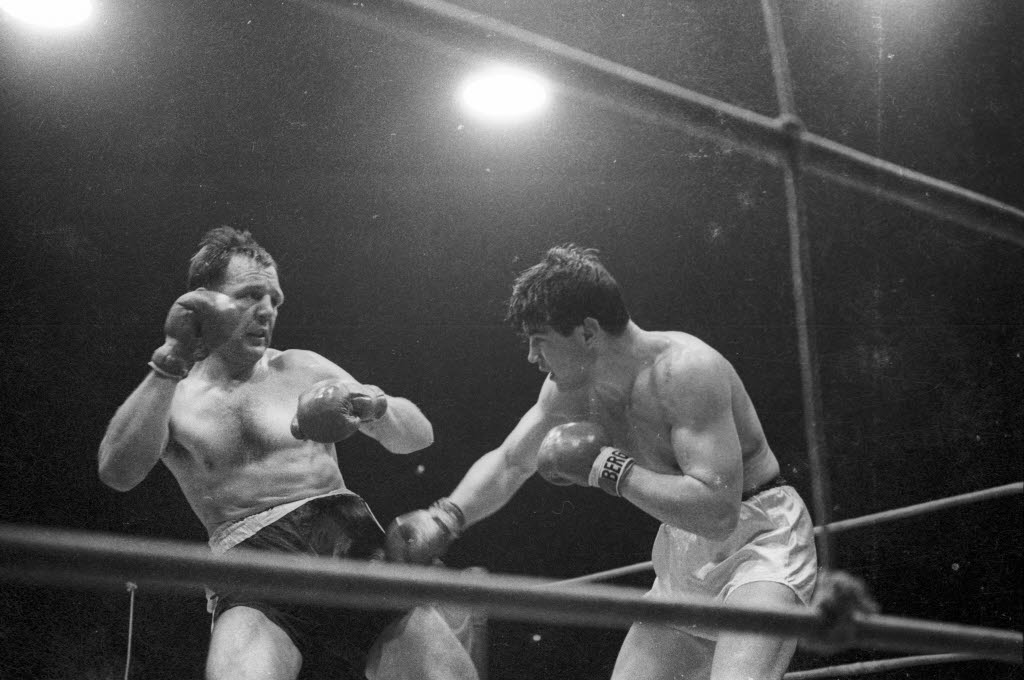
ウルリ・リッター戦 1963年4月20日

1964年10月17日、ベルリンにてイタリアのサント・アモンティを破り、EBU欧州ヘビー級チャンピオンとなる。以後、6度の防衛に成功。
1966年9月10日、フランクフルト・アム・マインで世界ヘビー級王者モハメド・アリに挑戦。アリは終始パワフルな攻撃を見せるが、ミルデンバーガーは打たれても打たれても強靭な精神力で耐え続け、アリが休むと怒涛の反撃を見せる。しかし、ワンサイドで打たれまくったミルデンバーガーの危険を察したレフェリーが、12ラウンドに遂にストップを宣告するという壮絶な試合となった。TKO勝ちを宣せられたアリは後年、ミルデンバーガーをジョー・フレージャー以上に困難な対戦相手だったと評している。
1968年9月18日、ロンドンにてイギリスのヘンリー・クーパーに敗れて欧州ヘビー級王座の7度目の防衛に失敗、この試合を最後に引退。生涯戦績は62戦53勝（19KO）6敗3分。
引退から10年後の1978年11月9日、ドイツ人プロレスラーのローラン・ボックがプロモートしたフランクフルトでのプロレス興行において、アントニオ猪木と異種格闘技戦を行った。4ラウンドには猪木からダウンを奪うも、最後は逆エビ固めで敗れた。ルールは通常のボクシング・グローブを着用したまま行われた。アントニオ猪木対モハメド・アリをイメージしてのマッチメイクとされる。
2018年10月4日、カイザースラウテルンにて死去。80歳没。